# Kilari (série télévisée d'animation)
 (octobre 2021).
Si vous disposez d'ouvrages ou d'articles de référence ou si vous connaissez des sites web de qualité traitant du thème abordé ici, merci de compléter l'article en donnant les références utiles à sa vérifiabilité et en les liant à la section « Notes et références ».
Cet article concerne la série anime. Pour la série manga, voir Kilari (manga). Pour les autres articles homonymes, voir Kilari.
Kilari, alias Kirarin Revolution (きらりん☆レボリューション, Kirarin Reboryūshon, en version originale ; littéralement : « La Révolution de Kirari »), est une série d'animation japonaise de Masaharu Okuwaki, adaptée du manga homonyme de An Nakahara. Elle est produite par G&G Entertainment et Synergy SP, et a été diffusée au Japon d'avril 2006 à mars 2009 sur la chaîne TV Tokyo. Elle est distribuée en Europe, et diffusée en France depuis septembre 2008 sur la chaîne Télétoon, France 3 dans l'émission Ludo durant l'année 2016.

## Synopsis
Kilari Tsukishima est une jeune fille de 14 ans, très gourmande et déterminée. Un jour en rentrant du collège, elle sauve une tortue appartenant à un garçon de son âge nommé Seiji Hiwatari. Elle tombe tout de suite amoureuse de lui. Kilari découvre par la suite que Seiji est un chanteur qui fait partie du populaire duo SHIPS. Pour le revoir, elle décide d'entrer elle aussi dans le monde du spectacle pour devenir une chanteuse idol. Malgré les nombreux obstacles et avec l'aide de son petit chat Na-San et de ses amis, elle arrive à se faire une place en tant qu'artiste. Mais au fil des épisodes, Kilari se rend compte que ses sentiments envers Seiji ne sont pas tout à fait exacts, et qu'elle était en réalité amoureuse de quelqu'un d'autre...

## Production
Le personnage de Kilari Tsukishima (alternativement transcriptible en Kirari Tsukishima) est doublé dans la version originale par une véritable idole alors débutante, Koharu Kusumi des Morning Musume, qui interprète également les chansons de la série sous le nom de l'héroïne, sortant de nombreux disques en tant que Tsukishima Kirari starring Kusumi Koharu (Morning Musume) (transcription littérale, conservant l'ordre des noms japonais), qui servent de génériques à l'anime. Les groupes de la série, Voie Lactée (alias MilkyWay en version originale) et Kila Pika (alternativement transcriptible en Kira☆Pika, Kira Pika, Kirapika), sont aussi adaptés en groupes réels, avec les idoles du Hello! Project doublant les chanteuses: Mai Hagiwara des °C-ute, Sayaka Kitahara et You Kikkawa. Il en est de même pour le duo SHIPS. Aika Mitsui des Morning Musume double également un personnage de la série. Ils incarnent également leurs personnages lors de spectacles, concerts et émissions télévisées, apparaissant souvent dans l'émission pour enfants Oha Suta, pour laquelle les seiyū de la série interprètent leurs personnages en version live dans le mini-drama Kira☆Revo+.
La série animée qui succède à Kilari au Japon en avril 2009, Gokujō!! Mecha Mote Iinchō, reprend le même principe musical avec sa seiyuu-chanteuse-idol Mana Ogawa, produite en tant que Kitagawa Mimi (CV Ogawa Mana) with MM Gakuen Gasshōbu (transcription littérale), et ses groupes MM Gakuen Gasshōbu et MM3, toujours produits par Tsunku comme précédemment les artistes de la série Kilari.

## Personnages

### Personnages principaux
- Kilari Tsukishima : 14 ans. Une jeune fille très gourmande qui tombe amoureuse de Seiji au premier regard, un chanteur très célèbre du groupe Ships avec des cheveux brun clair et des yeux bleu ciel. Pour espérer le revoir, elle décide elle aussi de devenir une idole. Mais au fil de l'histoire, Kilari se rapprocha de plus en plus d'Hiroto l'autre membre du groupe et se rendra compte qu'elle est amoureuse de lui et non de Seiji (ce qui est réciproque, mais aucun d'eux ne veut se l'avouer). Dans la saison 2, elle formera le duo Kira☆Pika avec une autre artiste du nom de Hikaru, puis dans la saison 3 le groupe Voie Lactée avec deux artistes du nom de Noélie et Cobénie. Dans le dernier épisode de la saison 3, elle remporte le titre Reine de Diamant. Cette dernière est très naïve mais très courageuse et elle a aussi le don de comprendre le langage des animaux. Dans la saison 3, sa couleur de thème est rose.

- Hiroto Kazama : 14 ans et Membre des Ships, contrairement à Seiji, il est direct et parfois brutal avec Kilari, mais au fur et à mesure de l'histoire il se rapproche d'elle et va finir par se rendre compte qu'il l'aime (ce qui est aussi réciproque). Il aime énormément la danse et partira étudier aux États-Unis pendant un an, laissant à regrets Kilari mais reviendra dès qu'elle aura un problème. Dans la saison 3, il se rapproche plus de Kilari à la fin (grâce à Seiji). Il laisse parfois apparaître ce qu'il ressent pour elle. Hiroto est quelqu'un de très doux, généreux et protecteur.Il s'occupe aussi de ces jeunes frères leurs parents étant souvent en déplacement
- Seiji Hiwatari : 14 ans et deuxième Membre des Ships. Gentil et prévenant, il est mystérieux et discret. Il sourit toujours et semble savoir ce que ressent Hiroto envers Kilari. Dans la saison 3 remarquant qu'Hiroto et Kilari se rapprochent, jaloux il essaie d'en faire autant, ce qui laisse Kilari pensive (et gênée), il a une tortue nommée Kame-San et il est fou de rage lorsqu'on lui fait du mal.
- Na-san : Chat et meilleur ami de Kilari. Malgré son statut d'animal, il demeure sans doute le personnage le plus intelligent de la série. C'est le frère de Na-Yan, le chat de Arashi et de Mya-San, le chat de Fubuki. Dans la saison 3, il fera partie d'un trio avec Ni-Kun et Mi-Chan qui s'appellera Namini trio.
- Kame-San : C'est la tortue de Seiji, et elle s'entend très bien avec Na-San. Seiji tient beaucoup à elle.
- Érina Ogura : 14 ans. Rivale de Kilari et est dans la même agence qu'elle. Elle essaie toujours de lui mettre des bâtons dans les roues. Elle n'a pas autant de talent que Kilari. Dans la saison 2 elle tombera amoureuse de Subaru Tsukishima, le frère de Kilari, elle croira que Kilari et Subaru sortent ensemble. Du début à la fin, Kilari n'aurait jamais su que c'était Erina, la coupable de tous ses problèmes, si celle-ci ne l'avait pas avoué lors d'un concours où elle allait échouer, Kilari l'a sauva, ce qui prouve qu'elle a un grand cœur, chose dont Erina a été très surprise, et la considéra durant toute la série comme son amie.
- M. Shakujii : Agent d'Érina.
- Tan-tan : Bouledogue d'Érina, aussi méchant qu'elle mais il est complètement stupide.
- M. Muranishi : Directeur de l'agence Muranishi qui produit les Ships, Kilari et Érina. Il est passionné par son travail. Il est également très sensible et il est amoureux de Mme Kumoi.
- Kasumi Kumoi : Ajointe de Muranishi et manager de Kilari. Elle était autrefois artiste dans l'agence Higashiyama. On peut penser que c'est sa relation avec Muranishi qui est la cause de la rivalité entre les deux maisons (en effet Mme Higashiyama est amoureuse de lui, et quand il a voulu aider Kasumi elle a pris cela pour une preuve d'amour envers elle, alors qu'il en aurait fait tout autant pour une autre idole). Dans la saison 3 elle commence à être amoureuse de M.Muranishi.
- M. Nezumi : Bien que ce soit une souris, il est le véritable propriétaire (et directeur) de l'agence Muranishi. À la suite d'une erreur de traduction des studios français, on parle de lui comme étant une femelle dans les deux premières saisons en VF alors que c'est un mâle : il a une femme et des enfants à deux reprises (dans l'épisode 68 et dans l'épisode 123).
- Mamie-chan : Grand-mère de Kilari (du côté maternel). Elle est amoureuse d'Hiroto.
- Subaru Tsukishima : Frère aîné de Kilari. Il vit à New York et veut devenir acteur. Il aime sa petite sœur kilari et s'aiment beaucoup. Au debut jaloux d'elle car elle est devenue actrice et lui non.
- Mister Na : Chat de Subaru. Ilan adore les pizzas et déteste les pâtisseries.
- Arashi Amamiya : 14 ans. Meilleur ami de Kilari, il est devenu illusionniste (magicien) et est fou amoureux de Kilari depuis leur enfance.
- Na-yan : Chat d'Arashi et frère de Na-San et de Mya-San. Il adore les pièces de monnaie et est également très sensible si bien qu'il pleure souvent.
- Kahoru Higashiyama : Directrice de l'agence Higashiyama. Prête à tout pour ruiner la carrière de Kilari et favoriser ses artistes (notamment dans la saison 1). Dans la saison 2, elle s’adoucit et bien qu'elle entretienne toujours une certaine rivalité, elle semble désormais apprécier les membres de l'agence Muranishi et reconnait leurs talents. On voit même Mme Higashiyama commencer à éprouver quelques sentiments à l'égard de M. Muranishi, comme Kasumi. Celui-ci est d'ailleurs indécis entre les deux femmes.
- Fubuki Tôdo : 14 ans. Rivale de Kilari de l'agence Higashiyama. Leur rivalité va légèrement s'améliorer après le concours du meilleur espoir (Fubuki sera un peu moins prétentieuse), elle est mannequin.
- Mya-san : Chat de Fubuki et frère de Na-San et Na-Yan (mais il refuse de l'admettre).
- Aori Kirisawa : Chanteuse à succès qui est une très grande amie de Kilari qui l'admire et c'est réciproque. Elle a gagné quatre fois de suite à l'élection de La reine de Diamant. Plus tard, elle décide de se consacrer entièrement à la chanson et fait une pause dans sa carrière ce qui rendra de nombreux fans très tristes.
- Akane Minami : Chanteuse à succès de l'agence Higashiyama, Akane est la rivale, en popularité, de Aori Kirisawa. C'est la seule, jusqu'ici à pouvoir rivaliser avec elle, surtout qu'Aori a été nommée 3 fois Reine de Diamant.
- Miku et Sayaka : Amies d'école de Kilari. Elles sont fans des Ships mais encourageront toujours leur amie.
- Takashi Tsukishima : Père de Kilari. Séparé de sa femme, car cette dernière voulait réaliser son rêve en devenant actrice, peu après la naissance de Kilari, il a élevé seul sa fille et son fils. Il va devenir propriétaire d'un café (saison 2).
- M. Gengoro Daimonji : Présentateur d'une émission de variétés à la télé. Toutes les femmes tombent amoureuses de lui avec son célèbre "regard de braise". Il est célèbre notamment auprès des ménagères pour avoir joué dans la série "l'inspecteur séducteur".
- Toridochi : Poussin de Fubuki, il possède une force peu commune.
- Catherine : Crocodile de Kahoru.
- Tony Bakousho : Présentateur de télé, un humoristique.
- Mayko et Aiko  : Amies de Kilari après l'épisode 10 saison 1. Elles sont très douées en volley et elles sont aussi les meilleures amies de Erina.
- Tina Garlande :  Elle est aux États-Unis. Elle dira à Kilari qu'elle doit choisir entre Hiroto et Seiji et que seule elle peut faire ce choix. Elle apparaît aussi dans la saison 2.

### Personnages de la saison 2
- Izumi Amakawa : Rivale de Kilari de l'agence Higashiyama et amoureux d'Hiroto. C'est en réalité un garçon ami d'enfance d'Hiroto, qui se nomme Yotarô Izumi. Il déteste Kilari et sait qu'elle est amoureuse de Hiroto mais celui-ci se mettra toujours entre elle et lui.
- Hikaru Mizuki : 13 ans. Son caractère est inflexible, sauf avec Kilari. Avec quelques efforts et l'aide de Kilari, elle va réussir à surmonter sa peur de la scène et devenir membre du groupe Kila☆Pika composé de Kilari et de Hikaru qui dure durant une partie de la saison 2 mais qui sera ensuite supprimé.
- Wataru : Ami d'enfance d'Hikaru et aussi amoureux de cette dernière. Wataru encourage toujours les Kila☆Pika et est aussi président de leur Fan Club.
- Myu-tan: Petite chatte amoureuse de Na-San.
- M. Kuroki (Akira Kuroki): Propriétaire de l'agence Black Wood. Il est très sévère et a pris Kilari de l'agence Muranishi pour la mettre dans le sien. Mais plus tard, il fermera son agence et deviendra plus gentil.
- Luna Tsukishima(Lara) : Mère de Kilari. Luna rêvait de devenir actrice quand elle a rencontré Takashi. Ce dernier va lui donner le courage de continuer et d'essayer de réaliser ses rêves alors qu'ils ont eu 2 enfants. Elle va donc partir a New-York et devenir actrice. Tout comme son mari, elle est très fière de la carrière de sa fille et a d'ailleurs vu tous les films dans lesquels Kilari a tourné. Elle finit par retrouver Kilari à la fin de la saison 2.
- Yoka-san : Chat d'Izumi, il porte des lunettes pour se masculiniser, mais est en réalité une femelle. Elle est amoureuse de Na-san.
- Prince : C'est l'un des garçons qui accompagne Tina Garlande. Il fait partie du groupe des Geps.
- Gest : C'est l'un des garçons qui accompagnent Tina et lui aussi fit partie des Geps.
- Mao et Mio : Ce sont les mannequins principales de la marque A.K.. Cependant, Mr Kuroki leur demandera de commencer une carrière d'artiste basée sur leur gémellité. Elles deviennent les Super-Nova. Les deux jeunes filles exécutaient tous les ordres de M.Kuroki, jusqu'au jour du dernier concert de Kila-Pika, les Super-Nova perdirent la "bataille" et furent renvoyée de leur agence. Les deux filles n'ayant pas abandonnées leur rêve de devenir artiste, cherchèrent alors une autre agence sans succès car leur gloire venait de leur mannequinat. Ce qui n'était plus le cas mais Kilari leur proposa de venir dans son agence. Mr Muranishi n'était pas convaincu de leur rêve alors il leur demanda de participer à une compétition sportive et si elles gagnaient elles auraient un contrat. Finalement Mao et Mio gagnèrent et formèrent le groupe double M au sein de l'agence Muranishi.

### Personnages de la saison 3
- Noélie Yukino : à 14 ans, elle est membre du groupe « Voie lactée » avec des cheveux bleus et des yeux verts. Elle est très sportive et est gênée quand on parle d'amour, car à l'école primaire, elle était amoureuse d'un garçon mais ça s'est terminé mal. Kiriya va se faire passer pour le garçon et se servir de ça pour séparer les filles, en leur faisant croire que Kilari l'a embrassé. Noelie surnomme Kilari l'« étourdie » et Cobeni l'« illuminée ». Sa couleur de thème est bleu ciel.
- Kiriya Ayomi(Cirrus)  : à 15 ans, il, est chanteur solo adulé de ses fans. Il enfonce Kilari dans des problèmes sans fin. En réalité, il est secrètement amoureux d'elle, bien qu'il se rend compte des sentiments de Kilari éprouve pour Hiroto plus tard, ses sentiments ne sont malheureusement pour lui pas réciproque.  Il est connu sous son nom de scène Cirrus (version française). Son vrai nom est Kiriya. Il s'est fait passer pour l'ami d'enfance de Noelie.
- Cobéni Hanasaki : 14 ans. Elle est membre de « Voie lactée » avec, et voyante amatrice avec les cheveux brun foncé et des yeux or. Sa mère est photographe. Elle est devenue artiste grâce à Kilari. Elle a beaucoup voyagé à cause du travail de sa mère et elle vit chez Kilari depuis que sa mère est partie à Paris. Sa couleur de thème est jaune.
- Mi-Chan : Chatte de Cobeni. Elle est douce, jolie mais très arrogante. Fait partie du "Namini Trio". Dans l'épisode 34 de la saison 3, elle se retrouve dans la peau de Kilari et se révèle être une grande séductrice. Elle est amoureuse de Chichimaro. Elle a déménagé de Minouville, car elle sentait un vide en elle, alors elle a décidé de suivre Ni-Kun et de rencontrer Na-San
- Ni-Kun : Chat de Noelie. Il est cool et dur, mais est en réalité très sensible. Il est amoureux de Mi-Chan. Fait partie du « Namini Trio ». Il a décidé de quitter Minouville, car il voulait être plus grand. Un jour il a vu Na-San dans une télévision et a décidé d'aller le voir pour qu'il le prenne comme apprenti, et Mi-Chan a décidé de le suivre.
- Chichimaro : Chat de Kiriya (Cirrus). Il est très mystérieux. Il a des pouvoirs avec ses yeux (par exemple, il peut couper un arbre avec ses yeux), et peut rendre amoureux de lui quiconque croisant son regard. Il a aussi apprivoisé une vache avec qui Ni-Kun s'est lié d'amitié.

## Distribution
- Koharu Kusumi (des Morning Musume) (VF : Isabelle Volpé) : Kilari Tsukishima
- Mai Hagiwara (des °C-ute) (VF : Fily Keita) : Hikaru Mizuki
- Sayaka Kitahara (du Hello! Pro Egg) (VF : Kelly Marot) : Noellie Yukino
- Yuu Kikkawa (du Hello! Pro Egg) (VF : Caroline Combes) : Cobeni Hanasaki
- Chigusa Ikeda (VF : Jessica Barrier) : Na-san
- Soichiro Hoshi puis Shikou Kanai[1] (VF : Olivier Podesta) : Seiji Hiwatari
- Akio Suyama puis Takuya Ide[1] (VF : Bruno Méyère) :  Hiroto Kazama
- Susumu Chiba (VF : Stéphane Ronchewski) : M. Muranishi
- Chomenori Yamawaki (VF : Alexandre Coadour) : Takashi Tsukishima
- Masako Nozawa (VF : Laura Zichy) : Mamie-chan
- Noriko Shitaya (VF : Chantal Macé) : Fubuki Todo
- Masako Joh (VF : Jessica Barrier) : Erina Ogura
- Tetsuharu Ohta (VF : Benoît Du Pac) : Tomo Kamata
- Michiko Neya (VF : Nathalie Bienaimé) : Kasumi Kumoi
- Takafumi Kawakami (VF : Arnaud Laurent) : Arashi Amamiya
- Kaya Miyake (VF : Fanny Bloc) : Sayaka
- Hidetoshi Nakamura / Keiichi Sonobe (VF : Patrick Béthune) : Gengoro Daimonji / Tommy Bakusho
- Aika Mitsui (des Morning Musume) : Guro-San
- Shintaro Asanuma : Subaru Tsukishima
- Koichi Sakaguchi : Tam-Tam
- Kumiko Itou (VF : Chantal Macé) : Miku
- Miwa Kouzuki : Na-yan
- Chiwa Saito (VF : Jessica Barrier) : Aori Kirisawa
- Toru Baba (VF : Paolo Domingo) : Kiriya Hayami
- Hisayoshi Izaki : M. Shakujii
- Motoko Kumai : Yasuhiro Higuchi

## Chansons

### France
Les chansons en français sont adaptées des chansons originales japonaises et sont chantées par les comédiens de doublage français dont Isabelle Volpe (Kilari).
Génériques
- Saison 1, thème d'ouverture : Est-ce l'Amour (par Kilari ; adaptée de Koi☆Kana)
- Saison 1, thème de fin : Mes Vrais Sentiments (par Kilari ; adaptée de SUGAO-flavor)
- Saison 2, thème d'ouverture : Chance! (par Kilari ; adaptée de Chance!)
- Saison 2, thème de fin : Magie de l'Amour (par Kilari ; adaptée de Koi no Mahō wa Habibi no Bi)
- Saison 3, thème d'ouverture : Mon Étoile (par Voie Lactée ; adaptée de Anataboshi)
- Saison 3, thème de fin : Main dans la Main (par Voie Lactée ; adaptée de Sansan GOGO)
- Saison 3, thème d'ouverture : Bye Bye (par Voie Lactée ; adaptée de Tan Tan Taan!)

Tous titres
- Kilari : Arc-en-ciel de l'amour (adaptée de Koi Hanabi de l'album Mitsuboshi)
- Kilari : Balalaika (adaptée de Balalaïka)
- Kilari : Happy (adaptée de Happy☆彡)
- Kilari : Joyeux Joyeux Dimanche (adaptée de Hapi☆Hapi Sunday!)
- Kilari : Magie de l'amour (adaptée de Koi no Mahō wa Habibi no Bi)
- Kilari : Mes vraies sentiments (adaptée de SUGAO-flavor)
- Kilari : Est-ce l'amour? (adaptée de Koi☆Kana)
- Kilari : Chance (adaptée de Chance!)
- Kila Pika : Magnétique (adaptée de Futari wa NS)
- Kila Pika : Un petit coup de nez (adaptée de Hana wo Pūn)
- Aori Kirisawa : L'espoir fait souffrir mon cœur
- Aori Kirisawa : L'oiseau
- Akane Minami : Moebius
- Les Ships : Irresistible appel (adaptée de Hikari No Naka E de SHIPS)
- Les Ships : Love x Mega  aussi appelée L'amour à l'unisson (adaptée de Love×Mega de SHIPS)
- Les Ships : Amitié (adaptée de Tokyo Friend Ships de SHIPS)
- Les Ships : Guéris-moi (adaptée de Kimi ga iru de SHIPS)
- Fubuki Todo : Mes yeux dans les tiens
- Fubuki Todo : Ultra diva
- Erina Ogura : Un été en sri lanka
- Cirrus : Ma douce amie (adaptée de My Sweet Sweet Honey)
- Voie Lactée : Mon étoile (adaptée de Anataboshi)
- Voie Lactée : Main dans la main (adaptée de Sansan GOGO)
- Voie Lactée : Bye Bye (adaptée de Tan Tan Taan!)
- Noellie : Intrepide, infaillible, solide (adaptée de Makenki ! Tsuyoki ! Genki ! Maemuki !, de l'album Kirarin☆Revolution Song Selection 5)
- Cobeni : Mais comment? Mais pourquoi? (adaptée de Hatehatena, de l'album Kirarin☆Revolution Song Selection 5)

### Japon
Thèmes d'ouverture (Openings)
1. Saison 1, épisodes 01 à 26 : Koi☆Kana, par Tsukishima Kirari starring Kusumi Koharu (Morning Musume)
2. Saison 1, épisodes 27 à 51 : Balalaïka, par Tsukishima Kirari starring Kusumi Koharu (Morning Musume)
3. Saison 2, épisodes 52 à 67 : Happy☆彡, par Tsukishima Kirari starring Kusumi Koharu (Morning Musume)
4. Saison 2, épisodes 68 à 77 : Hana wo Pūn, par Kira☆Pika
5. Saison 2, épisodes 78 à 102 : Chance!, par Tsukishima Kirari starring Kusumi Koharu (Morning Musume)
6. Saison 3, épisodes 103 à 128 : Anataboshi, par MilkyWay
7. Saison 3, épisodes 129 à 153 : Tan Tan Taan!, par MilkyWay

Thèmes de fin (Endings)
1. Saison 1, épisodes 01 à 17 : SUGAO-flavor, par Tsukishima Kirari starring Kusumi Koharu (Morning Musume)
2. Saison 1, épisodes 18 à 26 : Ōkina Ai de Motenashite par °C-ute
3. Saison 1, épisodes 27 à 38 : Mizuiro Melody, par Tsukishima Kirari starring Kusumi Koharu (Morning Musume)
4. Saison 1, épisodes 39 à 51 : Love da yo☆Darling (de l'album Mitsuboshi), par Tsukishima Kirari starring Kusumi Koharu
5. Saison 2, épisodes 52 à 64 : Koi no Mahō wa Habibi no Bi, par Tsukishima Kirari starring Kusumi Koharu (Morning Musume)
6. Saison 2, épisodes 65 à 67 : Hana wo Pūn, par Kira☆Pika
7. Saison 2, épisodes 68 à 77 : Futari wa NS, par Kira☆Pika
8. Saison 2, épisodes 78 à 90 : Ramutara, par Tsukishima Kirari starring Kusumi Koharu (Morning Musume)
9. Saison 2, épisodes 91 à 102 : Olala (de l'album Kirarin Land), par Tsukishima Kirari starring Kusumi Koharu (Morning Musume)
10. Saison 3, épisodes 103 à 115 : Sansan GOGO, par MilkyWay
11. Saison 3, épisodes 116 à 128 : Papancake, par Tsukishima Kirari starring Kusumi Koharu (Morning Musume)
12. Saison 3, épisodes 129 à 141 : Gamusharara, par MilkyWay
13. Saison 3, épisodes 142 à 152 : Hapi☆Hapi Sunday!, par Tsukishima Kirari starring Kusumi Koharu (Morning Musume)
14. Saison 3, dernier épisode : Medley-remix des anciens single de Tsukishima Kirari starring Kusumi Koharu (Morning Musume)

## Disques de la série
Bande originale
Mini-albums compilations
Tsukishima Kirari
Groupes
- 2007 : Hana wo Pūn / Futari wa NS (single de Kira Pika)
- 2008 : Anataboshi (single de MilkyWay)
- 2008 : Tan Tan Taan! (single de MilkyWay)
- 2008 : Tokyo Friend Ships (single de SHIPS)
- 2008 : Kimi ga Iru (single de SHIPS)

DVD en concert
- 25 février 2009 : Kirarin☆Revolution Special Live (きらりん☆レボリューションスペシャルライブ?)
- 8 juillet 2009 : Kirarin☆Revolution Final Stage (きらりん☆レボリューション ファイナルステージ?)